# Betty Boop and Little Jimmy
Betty Boop and Little Jimmy es un corto de animación estadounidense de 1936, de la serie de Betty Boop. Fue producido por los estudios Fleischer y distribuido por Paramount Pictures. En él aparecen Betty Boop y el personaje de tira cómica creado por James Swinnerton, Little Jimmy.

## Argumento
Betty Boop hace gimnasia en casa acompañada de Little Jimmy. En cierto momento, Betty demanda la ayuda del niño para detener un aparato desbocado y lo envíaa en busca de un electricista. La demora de Jimmy causará estragos en el cuerpo de Betty.

## Producción
Betty Boop and Little Jimmy es la quincuagésima entrega de la serie de Betty Boop y fue estrenada el 27 de marzo de 1936.